# Japanischer Laubfrosch
Der Japanische Laubfrosch (Dryophytes japonicus, Synonym: Hyla japonica) ist eine Froschart aus der Gattung Dryophytes in  der Familie der Laubfrösche.

## Merkmale
Der Japanische Laubfrosch ist ein kleiner Froschlurch, der eine Kopf-Rumpf-Länge von 30 bis 52 Millimeter erreicht. Seine Augen sind größer als der Durchmesser des Trommelfells. Die meist grüne Körperoberseite ist glatthäutig, die weißliche Unterseite dagegen ist feinkörnig granuliert. An den Flanken verläuft ein dunkler Längsstreifen, der in regelmäßige Fleckenmuster zerfällt und teilweise reduziert sein kann. Der Japanische Laubfrosch ähnelt stark dem Europäischen Laubfrosch (Hyla arborea). Das gilt auch für die äußere Unterscheidung von Männchen und Weibchen, die sich auf die Färbung der Kehle konzentriert: Bei den Männchen ist die Kehle bräunlich und faltig – bedingt durch die dort befindliche Schallblase –, beim Weibchen dagegen glatt und hell. Im Unterschied zu Hyla arborea findet sich beim Japanischen Laubfrosch ein dunkler Oberlippenfleck unterhalb des Auges, eine sogenannte „Hüftschlinge“ fehlt und die Hinterbeine sind vergleichsweise kurz.
Ein Weibchen produziert im Jahr 341 bis 1448 Eier. Das Gelege besteht aus einzelnen oder wenigen Laichballen, welche jeweils 5 bis 100 Eier enthalten. Der Durchmesser der Eier beträgt ohne Eihülle 1,1 bis 1,5 Millimeter, mit Eihülle 3,3 bis 5,5 Millimeter. Die Kaulquappen haben beim Schlüpfen eine Gesamtlänge von 4 bis 5 Millimeter. Bis zum Einsetzen der Metamorphose erreichen sie 35 bis 45 Millimeter Länge. Der Eingeweidesack der Larven ist durch den Bauch nur wenig oder gar nicht erkennbar. Unmittelbar nach dem Landgang beträgt die Kopf-Rumpf-Länge der Jungfrösche 10 bis 16 Millimeter.

## Vorkommen
Das Verbreitungsgebiet des Japanischen Laubfrosches umfasst Japan, Korea, das nordöstliche und zentrale China, den Norden der Mongolei sowie den russischen Fernen Osten bis südlich des Baikalsees. In Russland ist die Art punktuell im Süden der Insel Sachalin anzutreffen, in Süd-Primorje sowie den Stromtälern des Amur und des Ussuri.
Der Japanische Laubfrosch lebt an und in seichten und kleinen Gewässern. Er bevorzugt Alt- und Seitenarme von Flüssen zur Eiablage, weil dort die Strömungsgeschwindigkeit gering ist, aber durch Überflutungen ein ausreichend großer Wasserkörper vorhanden ist. Den Kaulquappen des Froschs mangelt es an der Fähigkeit, gegen starke Strömungen zu schwimmen.

## Systematik
Die interne Systematik der Art ist kaum untersucht, es wird vermutet, dass es zwei oder mehr Unterarten gibt. Aus Russland wurde Dryophytes japonicus ssp. stepheni Boulenger, 1887 beschrieben. Diese unterscheidet sich von der Nominatform durch ihre kurzen Unterschenkel. Die Unterart Dryophytes japonicus ssp. ussuriensis, die als Hyla ussurensis einige Zeit lang als eigene Art angesehen wurde, konnte nicht bestätigt werden. Die aus Jerusalem beschriebene Art Hyla heinzsteinitzi, gehört ebenfalls der Art Dryophytes japonicus an und wurde in Israel eingeführt.

## Weiterführende Literatur
- Teruhiko Takahara, Yukihiro Kohmatsu, Atsushi Maruyama, Ryohei Yamaoka: Specific Behavioral Responses of Hyla japonica Tadpoles to Chemical Cues Released by Two Predator Species. In: Current Herpetology. Band 25, Nr. 2, 2006, S. 65–70, doi:10.3105/1345-5834(2006)25[65:SBROHJ]2.0.CO;2.